# Escuela San Alfonso
El Colegio Marista San Alfonso es un colegio marista que se encuentra en el Municipio de Mejicanos, San Salvador, El Salvador, en Centroamérica.
Fue el quinto colegio marista creado en este país y sus órdenes administrativas empezaron en el año 1933.

## Historia
La Escuela San Alfonso hoy llamado: "Colegio Marista San Alfonso" pero su primer nombre fue Plan Básico "Marista" comenzando primero con un edificio de 3 aulas o salones de clases y los primeros estudiantes de 7.º grado, fueron de la Escuela San Alfonso de San Salvador y de la Escuela Jesús Obrero de Mejicanos, en 1970 y en 1971 se construyó un segundo edificio con otras 3 aulas con estudiantes de 7.º y 8.º grado de ambas instituciones antes mencionadas desde el año 2015; nacía ante un antiguo edificio que estaba atrás de la Iglesia La Merced. Recinto forjado en la pobreza para la niñez y juventud de escasos recursos de la parroquia y de los alrededores de San Salvador de antaño y más que todo, rincón cálido nacido del celo apostólico de un humilde, joven y activo sacerdote el P. Luis Chávez y González, que desde la sencillez tuvo la visión de futuro.
Los Hermanos Maristas fueron sus mentores y esta obra le brindaron cariño y dedicación hasta llegar a nuestros días. 
Esta comunidad vivía pared de por medio del templo y dirigían al Liceo Salvadoreño. Con gran sentido de Iglesia y para ejemplo de sus educandos quisieron prodigarse a los humildes y compartir con ellos las instalaciones y dependencias del gran edificio liceísta.
Cedían semanalmente la capilla, la clausura de la escuela se hacía en un improvisado salón de actos. Ciertos eventos deportivos se hacían en los campos donde después se construiría el actual edificio del Liceo Salvadoreño.
Posteriormente la escuela ocupa un segundo local en la sexta calle oriente número 735 en el año 1934. Al poco tiempo fue trasladada a la décima avenida sur número 120 al costado oriente del Mercado Cuartel.
En 1937 fue construido el local  de la Escuela en el atrio de la Iglesia de La Vega con el sudor de alumnos y padres de familia.
En 1954 se trasladó a la antigua casa de madera del Liceo Salvadoreño, junto a la Iglesia de la Merced.
Por fin el 27 de enero de 1970 se estrena la primera parte del bello local que actualmente se ocupa en la Colonia Yanira de Mejicanos. El Hermano Manuel Cardona (Colombiano) fue el primer director de la Escuela al que le siguieron en su cargo los hermanos Heriberto Treserras, Luis Diez, Ignacio Lobo, D. Fonseca, Francisco García, José Antonio López, Pablo Valentín, José Hernández Chávez, José Alcalde, Felipe Rodríguez, Luis Elosegui, Efraín Romo, Severiano Quevedo, José Antonio Baños, Jorge Muñoz (actualmente).
En La Escuela San Alfonso desde 1999 una nueva modalidad de Dirección se presenta, bajo los lineamientos de Misión Compartida, ejerciendo los papeles de Rectoría los Hermanos Maristas y en la Dirección una Laico profesional con la espiritualidad Marista.

## Comunidad de Hermanos Maristas
La comunidad de Hermanos Maristas actualmente es:
- Hermano José Antonio Baños Casasdo (retirado en el año 2014).
- Hermano Néstor Machuca Abrego.
- Hermano José Alcalde.
- Hermano Ricardo Chinchilla Villalobos.
- Hermanos Carlos B. Monrroy.
- Hermano René Montes (trabajó por primera y última vez en el año 2012, pero volverá a la institución en el año 2015).